# Trophée Flandrien
Le Trophée Flandrien, ou Trophée du Flandrien, Flandrien de l'année, est un prix remis par le journal belge Het Nieuwsblad et récompensant le meilleur cycliste belge de l'année. Créé en 2003, le « Flandrien de l'année » a désigné jusqu'en 2007 le meilleur coureur international élu par les lecteurs du journal. Depuis 2008, le trophée principal du Flandrien est remis au meilleur coureur belge, élu par ses pairs. Un trophée annexe « Flandrien international » (International Flandrien award) récompense depuis 2008 le meilleur coureur international et un autre la meilleure cycliste féminine belge (Flandrienne-Trofee). En 2014, un trophée du meilleur cyclo-crossman international est ajouté aux trophées (Flandrien van het Veld). Il est remplacé en 2019 par le trophée Patrick Sercu, récompensant le meilleur coureur sur piste, en cyclocross, BMX ou VTT. La même année est ajouté le trophée du meilleur équipier.

## Palmarès
| Année | Lauréat(e)         | Lauréat(e)           | Lauréat(e)       | Lauréat(e)            | Lauréat(e)           | Lauréat(e) |
|       | Coureur de l'année | Coureur de l'année   | Féminine         | Cyclo-cross           | Équipier             |            |
| ----- | ------------------ | -------------------- | ---------------- | --------------------- | -------------------- | ---------- |
| 2003  | Paolo Bettini      | Paolo Bettini        | n/a              | n/a                   | n/a                  |            |
| 2004  | Tom Boonen         | Tom Boonen           | n/a              | n/a                   | n/a                  |            |
| 2005  | Tom Boonen         | Tom Boonen           | n/a              | n/a                   | n/a                  |            |
| 2006  | Paolo Bettini      | Paolo Bettini        | n/a              | n/a                   | n/a                  |            |
| 2007  | Paolo Bettini      | Paolo Bettini        | n/a              | n/a                   | n/a                  |            |
|       | Belge              | International        | Féminine         | Cyclo-cross           | Équipier             |            |
| 2008  | Greg Van Avermaet  | Fabian Cancellara    | Grace Verbeke    | n/a                   | n/a                  |            |
| 2009  | Philippe Gilbert   | Mark Cavendish       | Grace Verbeke    | n/a                   | n/a                  |            |
| 2010  | Philippe Gilbert   | Fabian Cancellara    | Liesbet De Vocht | n/a                   | n/a                  |            |
| 2011  | Philippe Gilbert   | Mark Cavendish       | Grace Verbeke    | n/a                   | n/a                  |            |
| 2012  | Tom Boonen         | Bradley Wiggins      | Liesbet De Vocht | n/a                   | n/a                  |            |
| 2013  | Greg Van Avermaet  | Christopher Froome   | Jessie Daams     | n/a                   | n/a                  |            |
| 2014  | Greg Van Avermaet  | Michał Kwiatkowski   | Jolien D'Hoore   | Sven Nys              | n/a                  |            |
| 2015  | Greg Van Avermaet  | Peter Sagan          | Jolien D'Hoore   | Mathieu van der Poel  | n/a                  |            |
| 2016  | Greg Van Avermaet  | Peter Sagan          | Jolien D'Hoore   | Wout van Aert         | n/a                  |            |
| 2017  | Greg Van Avermaet  | Christopher Froome   | Sanne Cant       | Mathieu van der Poel  | n/a                  |            |
| 2018  | Yves Lampaert      | Tom Dumoulin         | Sanne Cant       | Mathieu van der Poel  | n/a                  |            |
|       | Belge              | International        | Féminine         | Trophée Patrick Sercu | Équipier             |            |
| 2019  | Wout van Aert      | Julian Alaphilippe   | Sofie De Vuyst   | Victor Campenaerts    | Dries Devenyns       |            |
| 2020  | Wout van Aert      | n/a                  | Lotte Kopecky    | n/a                   | n/a                  |            |
| 2021  | Wout van Aert      | Tadej Pogačar        | Lotte Kopecky    | Tim Celen             | Tim Declercq         |            |
| 2022  | Remco Evenepoel    | Tadej Pogačar        | Lotte Kopecky    | Lotte Kopecky         | Ilan Van Wilder      |            |
| 2023  | Jasper Philipsen   | Mathieu van der Poel | Lotte Kopecky    | Lotte Kopecky         | Nathan Van Hooydonck |            |
| 2024  | Remco Evenepoel    | n/a                  | Lotte Kopecky    | n/a                   | n/a                  |            |

## Palmarès des catégories de jeunes
| Année | Meilleur espoir belge | Meilleure junior belge | Meilleur débutant belge |
| ----- | --------------------- | ---------------------- | ----------------------- |
| 2016  | Bjorg Lambrecht       | Jasper Philipsen       | Thibaut Ponsaerts       |
| 2017  | Bjorg Lambrecht       | n/a                    | n/a                     |
| 2018  | Stan Dewulf           | Remco Evenepoel        | Siebe Deweirdt          |
| 2019  | Ilan Van Wilder       | Julie De Wilde         | Dries Verstappen        |
| 2021  | Thibau Nys            | Alec Segaert           | Steffen De Schuyteneer  |
| 2022  | Alec Segaert          | Vlad Van Mechelen      | Cedric Keppens          |
| 2023  | Alec Segaert          | Fleur Moors            | Thibaut Van Damme       |
| 2024  | Jarno Widar           | Jasper Schoofs         | Jinze Joris             |